# Batrachyla taeniata
Batrachyla taeniata é uma espécie de anfíbio anuro da família Batrachylidae. É considerada espécie pouco preocupante pela Lista Vermelha do UICN. Está presente no Chile e Argentina.